# Guigues Guiffrey
Guigues Guiffrey (Le Cheylas, 13 maggio 1497 – 1545) è stato un militare francese del XVI secolo.

## Biografia
Signore di Boutières, sposò Gasparde Berlioz nel 1526.
Nel 1521, fu al servizio del cavaliere Bayard all'assedio di Mézières nelle Ardenne e nel 1524 comandava una compagnia di gendarmi in difesa di Marsiglia contro le forze imperiali.
Il re di Francia Francesco I lo nominò governatore di Torino nel 1537, ma a causa delle sue mediocri doti amministrative mantenne l'incarico per un breve periodo. Acquistò il castello di Touvet durante il periodo del Delfinato.
Nel 1544, comandò le forze francesi in Piemonte, ma quando consentì la caduta di Carignano, cadde in disgrazia e fu sollevato dal suo comando. Su nomina del conte di Enghien, ha preso parte agli ordini di questo nuovo generale alla battaglia di Ceresole, dove acquisì fama attraverso il suo sapiente uso della carica di cavalleria. Concluse la sua carriera militare nella lotta contro gli inglesi durante la spedizione all'Isola di Wight.
| Controllo di autorità | VIAF (EN) 39141556 · ISNI (EN) 0000 0000 4901 8376 · LCCN (EN) no2006123527 · BNF (FR) cb137754832 (data) |